# Liste der Arbeitsminister von Nordrhein-Westfalen
Liste der Arbeitsminister von Nordrhein-Westfalen seit 1946.
| Name                                                                 | Amtsantritt                                    | Kabinett                          | Partei              |
| Minister für Arbeit                                                  | Minister für Arbeit                            | Minister für Arbeit               | Minister für Arbeit |
| -------------------------------------------------------------------- | ---------------------------------------------- | --------------------------------- | ------------------- |
| August Halbfell                                                      | 29. August 1946 5. Dezember 1946 17. Juni 1947 | Amelunxen I Amelunxen II Arnold I | SPD                 |
| Johann Ernst                                                         | 15. September 1950                             | Arnold II                         | CDU                 |
| Minister für Arbeit, Soziales und Wiederaufbau                       |                                                |                                   |                     |
| Otto Schmidt                                                         | 1. Oktober 1953                                | Arnold II                         | CDU                 |
| Minister für Arbeit und Soziales                                     |                                                |                                   |                     |
| Johann Platte                                                        | 27. Juli 1954                                  | Arnold III                        | CDU                 |
| Heinrich Hemsath                                                     | 20. Februar 1956                               | Steinhoff                         | SPD                 |
| Johann Ernst                                                         | 21. Juli 1958                                  | Meyers I                          | CDU                 |
| Konrad Grundmann                                                     | 12. Oktober 1959 23. Juli 1962 25. Juli 1966   | Meyers I Meyers II Meyers III     | CDU                 |
| Werner Figgen                                                        | 8. Dezember 1966                               | Kühn I                            | SPD                 |
| Minister für Arbeit, Gesundheit und Soziales                         |                                                |                                   |                     |
| Werner Figgen                                                        | 28. Juli 1970                                  | Kühn II                           | SPD                 |
| Friedhelm Farthmann                                                  | 4. Juni 1975 20. September 1978 29. Mai 1980   | Kühn III Rau I Rau II             | SPD                 |
| Hermann Heinemann                                                    | 30. Mai 1985 12. Juni 1990                     | Rau III Rau IV                    | SPD                 |
| Franz Müntefering                                                    | 17. Dezember 1992 17. Juli 1995                | Rau IV Rau V                      | SPD                 |
| Axel Horstmann                                                       | 1. November 1995                               | Rau V                             | SPD                 |
| Minister für Arbeit, Soziales und Stadtentwicklung, Kultur und Sport |                                                |                                   |                     |
| Ilse Brusis                                                          | 17. Juni 1998                                  | Clement I                         | SPD                 |
| Minister für Arbeit und Soziales, Qualifikation und Technologie      |                                                |                                   |                     |
| Harald Schartau                                                      | 27. Juni 2000                                  | Clement II                        | SPD                 |
| Minister für Wirtschaft und Arbeit                                   |                                                |                                   |                     |
| Harald Schartau                                                      | 12. November 2002                              | Steinbrück                        | SPD                 |
| Minister für Arbeit, Gesundheit und Soziales                         |                                                |                                   |                     |
| Karl-Josef Laumann                                                   | 24. Juni 2005                                  | Rüttgers                          | CDU                 |
| Minister für Arbeit, Integration und Soziales                        |                                                |                                   |                     |
| Guntram Schneider                                                    | 15. Juli 2010                                  | Kraft I Kraft II                  | SPD                 |
| Rainer Schmeltzer                                                    | 1. Oktober 2015                                | Kraft II                          | SPD                 |
| Minister für Arbeit, Gesundheit und Soziales                         |                                                |                                   |                     |
| Karl-Josef Laumann                                                   | 30. Juni 2017 28. Oktober 2021 29. Juni 2022   | Laschet Wüst I Wüst II            | CDU                 |